# Wolrad II. (Waldeck)
Wolrad II. von Waldeck (auch: Vollrad; * 27. März 1509 in Eilhausen; † 15. April 1578 ebenda) war der zweite Sohn von Philipp III. von Waldeck-Eisenberg (1486–1539) und Adelheid von Hoya (* 1472; † 11. April 1513).
Er war von 1539 bis 1578 regierender Graf von Waldeck-Eisenberg und wurde Stammvater der mittleren Linie Eisenberg des Hauses Waldeck. Wolrad II. war auch mit dem Beinamen „der Gelehrte“ bekannt. 1546 nahm er als einer der drei protestantischen Auditoren am Regensburger Religionsgespräch teil. Von 1547 bis zu seinem Tode 1578 residierte er im Wasserschloss Eilhausen.

## Nachkommen
Am 6. Juni 1546 heiratete er Anastasia Günthera von Schwarzburg-Blankenburg (* 31. März 1526; † 1. April 1570), Tochter von Heinrich XXXII. von Schwarzburg-Blankenburg (1498–1538) und Katharina von Henneberg (1508–1567). Das Paar hatte folgende Kinder:
1. Katharina (* 20. September 1547; † 8. Juli 1613), Äbtissin im Kloster Schaaken
2. Franz (* 8. April 1549; † ?)
3. Elisabeth (28. April 1550; † 1552)
4. Anna Erika (1551–1611), 1589/1611 Äbtissin des Stifts Gandersheim
5. Heinrich (3. November 1552; † 28. Dezember 1559 auf Burg Eisenberg; begr. in der Kirche St. Nikolai in Korbach)
6. Josias I. (1554–1588), ⚭ Marie von Barby (1563–1619)
7. Adelheid Walpurga (* 11. September 1555; † 1570)
8. Amalie (* 28. Februar 1558; † 1562)
9. Johann (* 13. Juli 1559; † ?)
10. Jutta (* 12. November 1560 in Eisenberg; † 23. Mai 1621 in Greiz), ⚭ (1583) Heinrich XVII. Reuß, Herr zu Obergreiz (* 25. Juli 1561 in Glauchau; † 8. Februar 1607 in Greiz)
11. Magdalene Lucia (* 16. Februar 1562; † 10. April 1621)
12. Wolrad III. (* 16. Juni 1563; † 11. November 1587)
13. Katharina Anastasia (* 20. März 1566; † 18. Februar 1635), ⚭ (1585) Graf Wolfgang II. von Löwenstein-Scharfeneck (* 19. August 1555; † 29. November 1596)